# Out of My Head (canción de Charli xcx)
«Out of My Head» es una canción de la cantante inglesa Charli xcx, en la que participan la cantante sueca Tove Lo y la finlandesa Alma. Fue lanzado como el single principal de su cuarta mixtape Pop 2 el 8 de diciembre de 2017 por Asylum Records y Atlantic Records UK.

## Antecedentes y lanzamiento
El 7 de diciembre de 2017, Charli xcx anunció su nueva mixtape, Pop 2, después de burlarse del concepto unos días antes en Twitter. La canción se estrenó al día siguiente en BBC Radio 1. En un post de Instagram, Charli xcx compartió que primero comenzó a trabajar en la canción en la casa de Sophie y originalmente planeó que fuera lanzada por Alma, pero finalmente decidió usarla para sí misma. Mantuvo a Alma en la canción y trajo a Tove Lo para escribir la letra del verso y actuar en la canción.

## Recepción
Out of My Head recibió elogios universales de la crítica. En una reseña en la que nombraba a Pop 2 «Mejor nuevo álbum», Meaghan Garvey, de Pitchfork, la calificó de canción que «te hace querer beberte un Strawberita y bailar toda la noche». Para The Guardian, Alexis Petridis comparó favorablemente Out of My Head con otros éxitos de las listas de éxitos, afirmando que tanto ella como Unlock It suenan como «singles de éxito de un universo alternativo ligeramente más aventurero y expansivo que el que habitan actualmente las listas de éxitos». Kirsten Spruch, de Billboard, calificó la canción como la mejor colaboración del catálogo de Charli xcx.

## Posición en listas
| Listas (2018)                     | Posición más alta |
| --------------------------------- | ----------------- |
| Nueva Zelanda (Recorded Music NZ) | 6                 |